# Friedrich Behm
Lucas Hermann Bernhard Friedrich Behm (* 18. Oktober 1777 in Rostock; † 20. April 1838 ebenda) war ein deutscher Buchdrucker. 

## Leben
Friedrich Behm war ein Sohn des Juristen und Rostocker Bürgermeisters Christian Ludwig Johann Behm (1728–1804) aus dessen 1773 geschlossenen zweiten Ehe mit Dorothea Elisabeth, geb. Geismar (1752–1794).
Behm besuchte die Große Stadtschule Rostock. Sein Vater war in erster Ehe mit (Katharina) Elisabeth (1728–1773), geb. Adler, der ältesten Tochter des Hofbuchdruckers Jobann Jacob Adler verheiratet gewesen. Durch den Tod seines Schwagers wurde er 1784 Besitzer der Rostocker Rats- und Universitätsbuchdruckerei. Daher erlernte Friedrich Behm das Buchdruckerhandwerk und trat 19801 als Substitut in das Unternehmen ein. Danach ging er zu einem Orientierungs- und Ausbildungsaufenthalt nach Leipzig. Nach dem Tod des Vaters führte er das Unternehmen unter der Firma Joh. Jac. Adlers Erben fort. 1814 ernannte ihn die Universität Rostock offiziell zum Universitätsbuchdrucker. 1819 erwarb er das Grundstück Hopfenmarkt 32, Ecke Faule Grube, einen Teil des Grundstücks, auf dem bis 1818 die Kirche des Heiligen-Geist-Hospitals gestanden hatte. Hier errichtete er ein klassizistisches Geschäftshaus (heute Kröpeliner Straße 85).

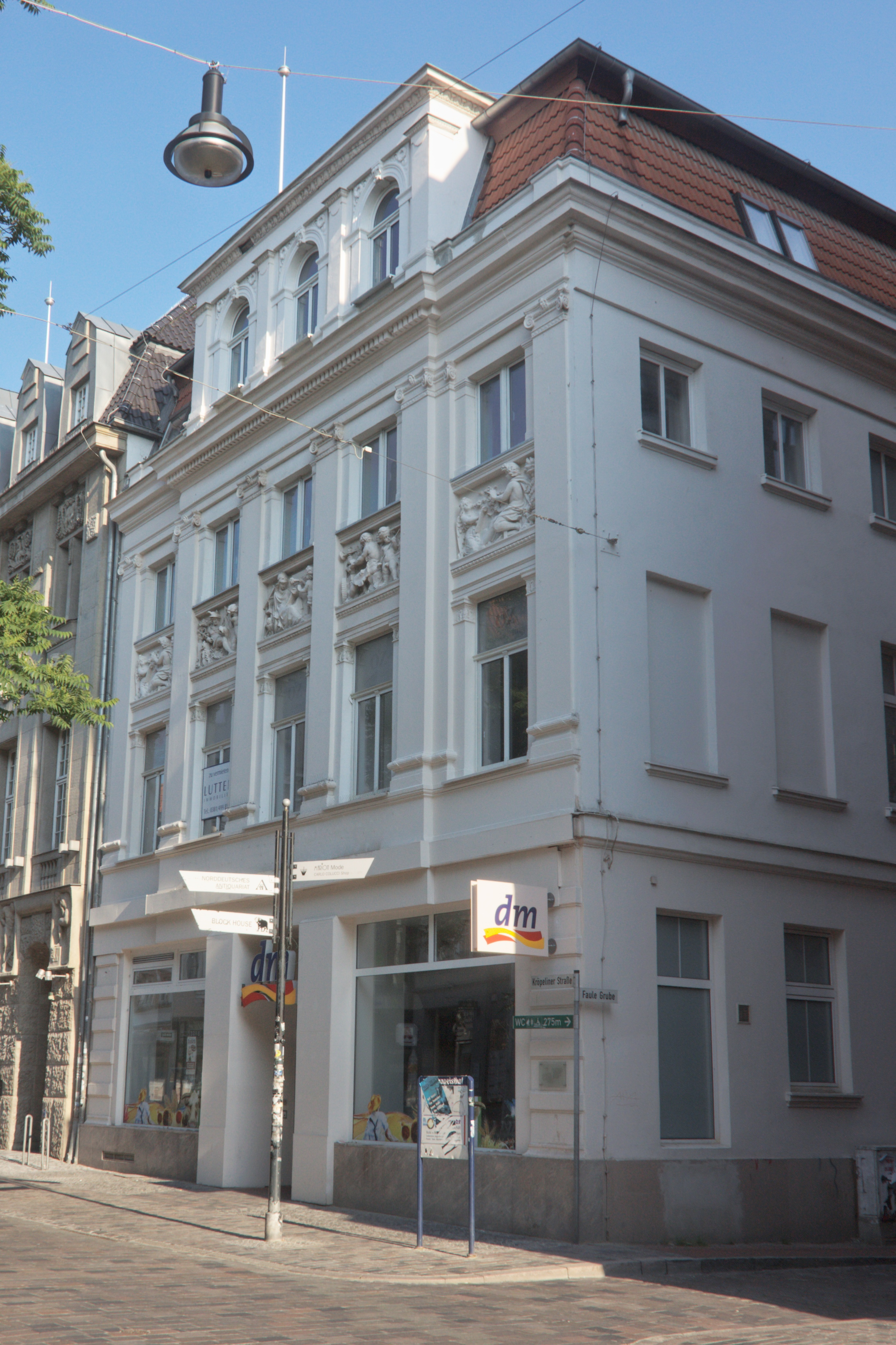
Ehemaliges Gebäude der Universitätsbuchdruckei

Die Universitätsbuchdruckei besaß das Privileg, sämtliche Haushaltungskalender für Mecklenburg-Schwerin zu drucken. Neben den akademischen Drucksachen wurden hier auch der jährliche Etat der Stadt Rostock sowie die seit 1711 bestehende Rostocker Zeitung und ihre Beilagen gedruckt, die der Geschichte, der Topographie, dem Recht und der Naturgeschichte des Landes gewidmet waren.
Friedrich Behm starb plötzlich in der Nacht vom 20. auf den 21. April am Stickfluss. 
Er war verheiratet mit Karoline Johanna Wilhelmine, geb. Steinbeck (1792–1846), einer Tochter des Rostocker Senators Johann Gustav Steinbeck. Sie führte die Druckerei als Fr. Behms Erben fort, bis der Sohn Carl Friedrich Behm (1819–1866) sie 1841 übernahm.